# Carmen Lawrence

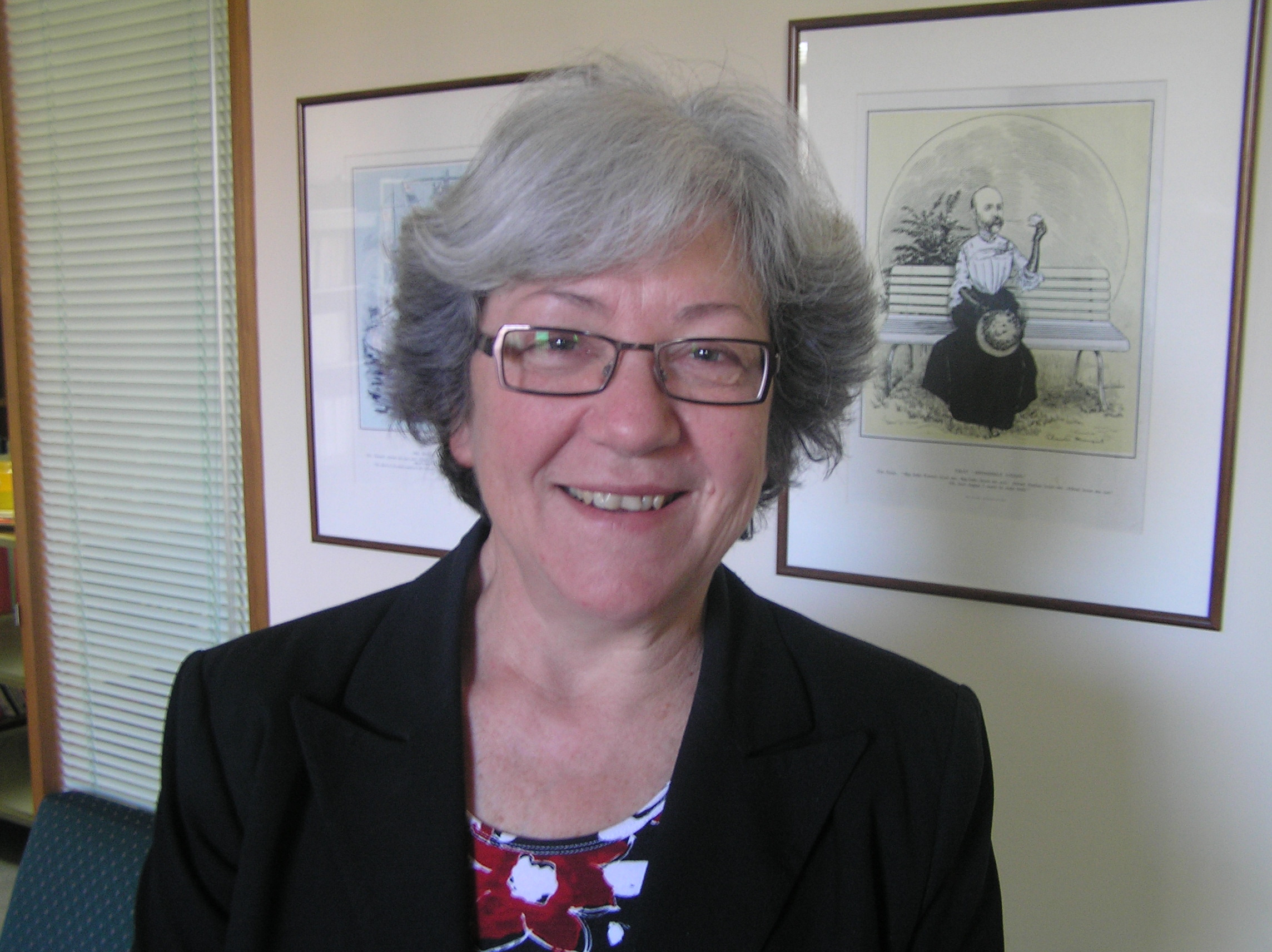
Carmen Lawrence

Carmen Mary Lawrence AO (* 2. März 1948 in Northam, Western Australia) ist eine australische Politikerin und ehemalige Premierministerin von Western Australia.

## Biografie

### Berufliche und politische Laufbahn in Western Australia
Nach dem Schulbesuch absolvierte sie von 1965 bis 1968 ein Studium der Psychologie an der University of Western Australia, das sie mit einem Bachelor of Science (B.Sc.) beendete. Anschließend war sie von 1969 bis 1979 als Forschungsassistentin, Tutorin, Teilzeit-Lecturer sowie Forschungspsychologin in Perth und Melbourne tätig, ehe sie bis 1983 Tutorin und dann hauptberufliche Lecturer an der Fakultät für Psychiatrie und Verhaltenswissenschaften der University of Western Australia tätig war. Zwischen 1983 und 1986 war sie in der Forschungs- und Beurteilungsabteilung des Psychiatrischen Dienstes des Gesundheitsministeriums beschäftigt. 1993 erwarb sie an der UWA außerdem einen Doktortitel (Ph.D.) mit Auszeichnung.
Carmen Lawrence begann ihre politische Laufbahn, als sie 1986 als Kandidatin der Australian Labor Party (ALP) zur Abgeordneten der Legislativversammlung (Legislative Assembly) von Western Australia gewählt wurde. Bereits zwei Jahre später wurde sie im Februar 1988 von Premierminister Peter Dowding zur Erziehungsministerin in die Regierung des Bundesstaates berufen. 1989 übernahm sie zusätzlich das Amt für Angelegenheiten der Aborigines.
Am 12. Februar 1990 wurde sie als Nachfolgerin von Dowding selbst Premierministerin von Western Australia sowie Schatzministerin (Treasurer) und war damit die erste weibliche Premierministerin eines Bundesstaates Australiens. Außerdem war sie Ministerin für die Verwaltung des öffentlichen Dienstes, Frauenangelegenheiten, Familien, Multikulturelle, Ethnische sowie Aborigines-Angelegenheiten.
Als ihre Partei bei den Wahlen zur Legislativversammlung 1993 eine Wahlniederlage erlitt, verlor sie das Amt des Premierministers am 16. Februar 1993 an Richard Court von der Liberal Party of Australia.

### Ministerin im Bundeskabinett und Ausscheiden aus der Politik
Nach einer kurzen Zeit in der Opposition als Schatz- und Arbeitsministerin im Schattenkabinett ihrer Partei, ergab sich für sie die Möglichkeit in der nationalen Politik mitzuwirken als sie bei einer Nachwahl (by-election) im Wahlkreis Freemantle am 12. März 1994 zur Abgeordneten des australischen Repräsentantenhauses gewählt wurde. Nur knapp zwei Wochen später berief sie Premierminister Paul Keating am 25. März 1994 zur Gesundheitsministerin in sein Kabinett. Es schien nur eine Frage der Zeit zu sein, wann sie auch die erste Premierministerin Australiens werden würde. Aber von Beginn ihrer Tätigkeit als Gesundheitsministerin an stand sie unter dauernder Kritik ihrer früheren politischen Gegner aus Western Australia. Die Staatsregierung ihres Nachfolgers Richard Court setzte 1995 eine Königliche Kommission ein, die bald zu einer Art „Hexenjagd“ zur Zerstörung ihrer politischen Karriere wurde, was von vielen Beobachtern so gesehen wurde. Diese Kommission wurde zu Untersuchungen angewiesen, ob Lawrence ungerechtfertigten Machtmissbrauch im Zusammenhang mit der Vorlage einer Petition im Parlament Western Australias 1992 begangen hatte im Zusammenhang mit Meineidäußerungen gegen eine Penny Easton, die einige Tage darauf dann Selbstmord begangen hatte. Dieses brachte sie an den Rand eines Rücktritts, dennoch wurde sie weiter von Keating unterstützt. Dennoch war diese Affäre vermutlich mit ein Grund für die Niederlage der ALP bei den Bundeswahlen 1996, als diese 31 ihrer 80 Mandate im australischen Repräsentantenhaus verlor.

### Aussöhnung, Angelegenheiten der Aboriginal and Torres Strait Islander, Kunst und Frauen
In der Folgezeit gehörte sie jedoch noch zwischen 1996 und 1997 sowie von 2000 bis 2002 zur Oppositionsführung („Frontbench“) im Parlament als Schattenministerin für Aussöhnung, Angelegenheiten der Aborigines und der Torres-Strait-Insulaner, Kunst und Frauen und war zuletzt von 2004 bis 2005 Präsidentin der ALP und damit wiederum nicht nur die erste Präsidentin der ALP, sondern wiederum erste Frau als Präsidentin einer Partei in Australien.
2007 schied sie als Abgeordnete aus dem Repräsentantenhaus aus. Anschließend war sie als Hochschullehrerin (Professorial Fellow) an der University of Western Australia tätig. Von 2010 bis zu ihrer Emeritierung 2018 war sie dort Direktorin des Centre for the Study of Social Change an der Fakultät für Psychologie.
Für besondere Verdienste um die Bevölkerung und die Parlamente Australiens und Westaustraliens, um den Naturschutz und die Kunstverwaltung wurde sie 2022 zum Officer des Order of Australia ernannt.